# 우리글 바로쓰기
《우리글 바로쓰기》는 이오덕이 쓴 책으로, 1992년 3월 30일에 한길사에서 출판되었으며 모두 다섯 권으로 되어 있다. 이 책은 읽을 때 어색하지 않게 글을 써야한다고 주장을 하고 있으며, 쓸데없이 어려운 말, 비문, 일본어투, 서양 말투를 쓰는 것을 비판하고 있지만 억지로 순우리말을 만들거나, 지금 세대 사람들은 전혀 모르는 옛 우리말을 대신 써야한다고 주장하는 사람들도 비판하기도 한다.
순우리말을 써야한다하기보다는 자연스러운 말을 쓰자는 주장을 하고 있으며 모든 말을 ‘겨레말’로 바꾸어 쓰자는 의견과는 약간 다르다.